# Майлинда Рама
Майлинда Рама (на албански: Majlinda Rama) е албанска журналистка, литературна критичка, поетеса и писателка на произведения в жанра лирика, драма и документалистика. Смятана е за видна представителка на литературното си поколение и едно от почитаните имена на съвременната албанска литература.

## Биография и творчество
Майлинда Бедри Рама (Нана) е родена на 27 май 1980 г. в Тепелена, Албания. Завършва основното и средното си образование в родния си град. В периода 1998 – 2002 г. следва албански език и литература. След дипломирането си работи като администратор в Социалната служба за икономическо подпомагане и увреждания в община Крах, а след това за кратко като учител по албански език и литература във Фиер. От 2004 г. работи като журналист в няколко визуални и печатни медии – „Ora News“, „TV Klan“ и „Abc News“. От 2006 г. работи като журналист във вестник „Панорама“, като едновременно в периода 2004 – 2012 г. е и директор на информационния отдел в телевизия „Аполон“. Тя е автор, сценарист и водеща на много социални, културни и политически предавания в телевизията.
През 2012 г. завършва специалност „Международни отношения“ във Факултета по политически науки. През 2014 г. получава магистърска степен по политически и правни науки.
Първата ѝ книга, стихосбирката „Merrma lotin peng“, е издадена през 2004 г.
Първият ѝ роман „Perandorët“ (Императори) е издаден през 2014 г. Романът представя зловеща картина на престъпността в Албания и нейните последици в ежедневието чрез историята на Тристан, момче от знатен произход, което не може да се противопостави на общата морална и социална криза, и придобива всички черти на суперпрестъпник израствайки в престъпната йерархия. Романът е екранизиран през 2016 г. в едноименния филм.
Произведенията ѝ са преведени в няколко страни, като: Косово, Северна Македония, Черна гора, Германия, Франция, Швейцария, Австрия, Белгия, Полша, Холандия, Унгария, Испания и др.
Писателката твори в община Фиер и е изпълнителен директор на Културна фондация „Харпа“. Тя е основател и директор на Националния панаир на книгата „Фиери“. Издател е на вестник „Ora Juaj“ във Фиер.
Тя е редактор и рецензент на книги от различни автори в областта на поезията, прозата и студиите. Тя е и преподавател в Университета по изкуства в Тирана. Член е на Световната лига на съвременните поети.
Майлинда Рама живее със семейството си в Тирана.

## Произведения

### Поезия
- Merrma lotin peng (2004)
- Hene e qiellit tim (2006)
- Antologji e prozës poetike (2017)
- Lulet e egra (2017)
- Lirikë me dhimbje (2020)

### Самостоятелни романи и новели
- Perandorët (2014)
- Zonja me të kuqe (2015)
- Ikja (2016)
- Kthimi (2017)
- Arzoe (2019)

### Документалистика
- … Por gjyqi vazhdon … (2006) – есета
- Kritika Letrare (2014) – изследвания, литературна критика, есета, журналистика
- Metalogjika policentrike e një shteti të ri (2016) – изследване
- Koncept i përkufizuar i një modeli ekonomik (2016) – изследване
- Kodi poetik i Agollit (2018) – монографично изследване
- Kumte që lëvizin (2018) – монографично изследване за поезията на косовския поет Али Подримя
- Shënime Letrare (2019) – изследвания, литературна критика